# Tobias Johansson (żużlowiec)
Tobias Johansson (ur. 15 września 1977 w Växjö) – szwedzki żużlowiec.
Brązowy medalista młodzieżowych indywidualnych mistrzostw Szwecji (Vetlanda 1997). Trzykrotny finalista indywidualnych mistrzostw Szwecji (Hagfors 2003 – XV miejsce,  Målilla 2004 – XIII miejsce, Vetlanda 2005 – XV miejsce). Dwukrotny finalista mistrzostw Szwecji par klubowych (2000 – VII  miejsce, 2002 – VI miejsce). brązowy medalista drużynowych mistrzostw Niemiec (2006).
Reprezentant Szwecji na arenie międzynarodowej. Uczestnik ćwierćfinału indywidualnych mistrzostw świata juniorów (Hyvinkää 1996 – XVI miejsce).
W lidze brytyjskiej startował w barwach klubów: Belle Vue Aces (2004), Edinburgh Monarchs (2004) oraz Poole Pirates (2005), natomiast w polskiej – WKM Warszawa (2003) i Polonia Piła (2005–2006).